# Lee In-hye
Lee In-hye (en hangul= 이인혜; Seosan, 21 de febrero de 1981) es una actriz surcoreana.

## Carrera
En junio de 2017 firmó con su nueva agencia de gestión Fly Up Entertainment.
Comenzó su carrera como actriz infantil en 1992 a la edad de 11 años, y participó en múltiples series como King's Path (1998, MBC), Spread Your Dreams (1999, EBS), School 3 (2000, KBS) y Delightful Girl Choon-Hyang (2005, KBS).
En 2007 participó en el drama Insoon Is Pretty como Han Jae-eun, la rival de amor de Insoon.
En 2009, se reveló que se convirtió en profesora adjunta de Radiodifusión y de Entretenimiento, departamento de radiodifusión y escuela de Arte.
En 2010, su libro, 이인혜의 꿈이 무엇이든 공부가 기본이다, encabezó la lista de los más vendidos.
En 2011 participó del drama histórico Gwanggaeto, El Gran Conquistador como Yak-yeon, la hijastra de Mu Ko y más tarde Reina de Goguryeo.
En 2012 se unió al elenco del drama especial  Disappearance of a Congressman y a la comedia de enredo Firm Family.
En 2013, se convirtió en un profesora a tiempo completo en la Universidad de Artes de Seúl, y obtuvo un doble papel en el drama especial Mother's Island como una mujer misteriosa.
En 2014 participó en el drama histórico de TV Chosun, Into the Flames.
En julio de 2020 se anunció que se unió al elenco de la serie Graceful Friends donde interpretó a Yoo Eun-sil, hasta el final de la serie en septiembre del mismo año.

## Filmografía

### Series
- JTBC 《Graceful Friends》 como Yoo Eun-sil (2020)
- KBS《My Fair Lady》como Heo Jae-kyung (2016)
- TV Chosun《Into the Flames》como Jang Ok-seon (2014)
- KBS《Mother's Island》como Ms. Kim (2013)
- E Channel《Short Family》como In-hye (2012-2013)
- KBS《Disappearance of a Congressman》como Miss Lee (2012)
- KBS《Gwanggaeto, The Great Conqueror》como Yak-yeon (2011-2012)
- KBS《Legend of the Patriots》como Jeong-hwa (2010)
- KBS《Empress Cheonchu》como Emperatriz Seonjeong (2009)
- OCN《Love Is Delicious》como Han Yeo-kyung (2008)
- KBS《Unstoppable Wedding》como Park Eun-young (2007-2008)
- KBS《Insoon Is Pretty》como Han Jae-eun (2007)
- KBS《Hwang Jini》como Dan-sim (2006)
- KBS《Golden Apple》como Jung Hong-yeon (2005-2006)
- KBS《Dangerous Love》como Yoon Su-jeong (2005)
- KBS《Delightful Girl Choon-Hyang》como Han Dan-hee (2005)
- KBS《Kkakdugi》como Hyun-deok (2004)
- MBC《Don't Cry, Mommy!》como Yeon-joo (2003)
- SBS《Sunflower of Winter》como Yoo-jin (2003)
- SBS《The Woman》como Ma Bok-nam (2002)
- KBS《Magic Kid Masoori》como Kim Kang-hee (2002-2004)
- MBC《Golden Waggon》como Lee Min-joo (2002-2003)
- KBS《Dongyang Theater》como Ok-sim (2001)
- KBS《In The Flower Garden》como Kwon Hyun (2001)
- SBS《Money.com》(2000)
- SBS《Parades》como In-hye (2000)
- KBS《School 3》como Yoo Da-in (2000-2001)
- EBS《Spread Your Dreams》como Jang Yoo-jin (1999)
- EBS《Tomorrow》como Hee-joo (1999)
- MBC《The King's Path》como Queen Jeongsun (1998)
- KBS《New Generation Report : Adults Don't Know》como Lee Yoon-kyung etc. (1997-1998)
- MBC《Desires》(1997)
- EBS《Generation of Sensitivity》como Yoo Min-hee (1996-1998)
- KBS《Love Blossoms Season》(1996)
- MBC《Their Hugs》(1996)
- MBC《Chanpumdanja》como young Lee Yong-deok (1995)
- MBC《General Hospital》como Oh Yoon-soo (1995)
- EBS《Always Blue Hearts》como Min Se-hee (1995)
- MBC《Happiness》(1995)
- SBS《Lawyer Park Bong-sook》(1994-1995)
- KBS《Han Myeong-hoe》como Queen Ansun (joven) (1994)
- MBC《About Meeting the Perfect Guy》como Geum-joo (joven)(1994)
- SBS《Father》(1993)
- MBC《Song of Angels》(1992)

### Cine
- 《Una historia Legendaria de Libido》invitada (2008)
- 《Mapado 2》invitada (2007)